# Radicaux Indépendants
De Radicaux Indépendants (Nederlands: Onafhankelijke Radicalen), waren een politieke groepering tijdens de Derde Franse Republiek.
In aanloop van de parlementsverkiezingen van 1924 werd een Cartel des Gauches (Links Kartel) gevormd bestaande uit de socialistische Section Française de l'Internationale Ouvrière (SFIO) en liberale Parti Radical-Socialiste (PRS). Het Cartel de Gauches won de verkiezingen en een centrumlinks kabinet onder premier Édouard Herriot (PRS). De rechtervleugel van Herriot's PRS was echter tegen het kabinet en na de val van het kabinet en de opheffing van het Cartel des Gauches in 1926 traden een aantal prominente rechtse PRS'ers uit de partij en richtten de Radicaux Indépendants (RI) op. Vervolgens namen leden van de RI deel aan de centrumrechtse regeringen van de Derde Franse Republiek.
In het Franse parlement verzetten de RI parlementariërs zich steevast tegen de initiatieven van de linkse partijen. De RI-fractie werkte nauw samen met de Alliance Démocratique (Democratische Alliantie)-fractie. De AD-fractie was de grootste conservatieve fractie in de Franse Nationale Vergadering. De RI parlementariërs vervulden een sleutelrol bij de totstandkoming van de centrumrechtse regeringen, omdat deze regeringen vaak afhankelijk waren van de parlementaire steun van de RI-fractie. Na de parlementsverkiezingen van 1936 die een overwinning bezorgde aan het linkse Front Populaire (Volksfront), vormde de RI een fractie met de AD onder de naam Alliance des Républicains de Gauche et des Radicaux Indépendants (Alliantie van Linkse Republikeinen en Onafhankelijke Radicalen) een fractie in de Franse Nationale Vergadering. In Senaat heette de DA/RI fractie l'Union Démocratique et Radicale.
Na de Tweede Wereldoorlog werd door verschillende parlementsleden en onder leiding van de burgemeester van Nice, Jean Médecin, de Parti Radical Indépendant opgericht. De PRI ging spoedig op in de centrumrechtse Rassemblement des Gauches Républicaines (Groepering van Linkse Republikeinen). De AD ging ook op in het Rassemblement.